# Fujieda Shizuo
Fujieda Shizuo (jap. 藤枝 静男, wirklicher Name: Katsumi Jirō, 勝見 次郎; * 20. Dezember 1907 in Shizuoka in Fujieda; † 16. April 1993) war ein japanischer Schriftsteller und Mediziner. Er war ein bedeutender Vertreter des japanischen Ich-Romans (Shishōsetsu) und von Shiga Naoya beeinflusst.

## Leben
Fujieda besuchte die achte Oberschule in Nagoya und studierte an der medizinischen Fakultät der Universität Chiba. Nach seinem Studienabschluss 1936 arbeitete er zunächst als Arzt in Krankenhäusern und machte sich 1950 als Augenarzt in Hamamatsu selbstständig. In dieser Zeit schrieb er Romane, die von Shiga Naoya und Takii Tōsaku beeinflusst wurden.
2007 wurde zu seinen und Ogawa Kunios Ehren in Fujieda ein Literaturmuseum eröffnet.

## Preise und Auszeichnungen
- 1974 Hirabayashi-Taiko-Literaturpreis für Aikokushatachi (愛国者たち)
- 1976 Tanizaki-Jun’ichirō-Preis für Denshin ugaku (田紳有楽)
- 1979 Noma-Literaturpreis für Kanashii dake (悲しいだけ)

## Werke (Auswahl)
- 1947 Michi
- 1949 Yperite-gan (イペリット眼, Ipperitto-gan)
- 1956 Inu no chi (犬の血)
- 1961 Kyōto Tsuda Sanzō (凶徒津田三蔵)
- 1967 Kūki atama (空気頭)
- 1973 Aikokushatachi (愛国者たち)